# Heliophanus agricola
Heliophanus agricola es una especie de arañas araneomorfas de la familia Salticidae.

## Distribución geográfica
Es endémica del sur de la península ibérica (España y Portugal) y el Magreb.